# Chaise Sénat
La chaise Sénat est un modèle de chaise d'extérieur dessinée en 1923 par les ateliers de la ville de Paris, en France. Elle tire son nom du Sénat, la chambre haute du Parlement français qui siège au palais du Luxembourg, les chaises étant disposées dans le jardin du Luxembourg attenant. Le modèle de chaise est également décliné en fauteuil et en relax et son design est renouvelé en 2003.
Sa présence iconique dans le jardin du Luxembourg en fait l'un des éléments de mobilier urbain parisien les plus célèbres avec les fontaines Wallace ou les colonnes Morris, et sa notoriété est internationale car elle est également présente au zoo d'Amsterdam aux Pays-Bas, au jardin Majorelle de Marrakech au Maroc ou encore aux États-Unis à l'université Harvard à Cambridge et au Brooklyn Bridge Park de New York.

## Design
La gamme « Sénat » est fabriquée en acier, pesant 7,3 kilogrammes pour la chaise, 9,6 pour le fauteuil et 13,5 pour le relax. Ce poids important a pour avantage de dissuader les voleurs et d'empêcher le déplacement du mobilier en cas de coup de vent. Son coloris est « vert jonc ». La gamme Sénat se trouve exclusivement dans le jardin du Luxembourg.
La gamme « Luxembourg » est fabriquée en aluminium, matériau plus léger que l'acier, soit 3,8 kilogrammes pour la chaise, 4,2 pour le fauteuil et 5,9 pour le relax, selon une ligne légèrement différente de la gamme « Sénat » et déclinée en 24 coloris,. Elle se retrouve au jardin du Luxembourg, mais également au jardin des Tuileries, sur la place de la République et sur les lieux de Paris Plages. L'entretien des 4 500 chaises et leur redéploiement dans le jardin du Luxembourg se fait une fois par semaine.
La gamme « Luxembourg » peut être achetée par les particuliers, contrairement à la gamme « Sénat ».

## Histoire
Les chaises sont créées en 1923 par les ateliers de la ville de Paris,. Elles sont mises à disposition des promeneurs dans le jardin du Luxembourg en concurrence avec d'autres sociétés qui proposent leurs propres chaises depuis le XVIIIe siècle ; leur utilisation est alors payante,,. Le 1er janvier 1955, le modèle « Sénat » est imposé à tous les concessionnaires du jardin et en 1974, le service devient gratuit lorsque le Sénat rachète tout le mobilier aux différentes entreprises.
En 1990, alors que 2 000 chaises et fauteuils occupent différents jardins de la capitale comme ceux du Luxembourg, des Tuileries et du Palais-Royal, le fabriquant de mobilier de jardin en métal Fermob remporte l'appel d'offres pour devenir le fournisseur officiel des chaises. Les chaises sont peintes et assemblées dans l'usine de Thoissey dans l'Ain.
En 2003, le designer français Frédéric Sofia redessine une nouvelle collection de mobilier de jardin baptisée « Luxembourg » et comportant plusieurs types d'assises ; en s'appuyant sur les nombreuses variations trouvées dans les chaises modèle « Sénat », il crée un siège plus ergonomique et confortable, notamment en ajoutant des accoudoirs et en galbant les lattes d'assise. Le succès de la ligne est international et la chaise devient une icône du design ; on la retrouve dans des restaurants, des hôtels et des parcs d'université.

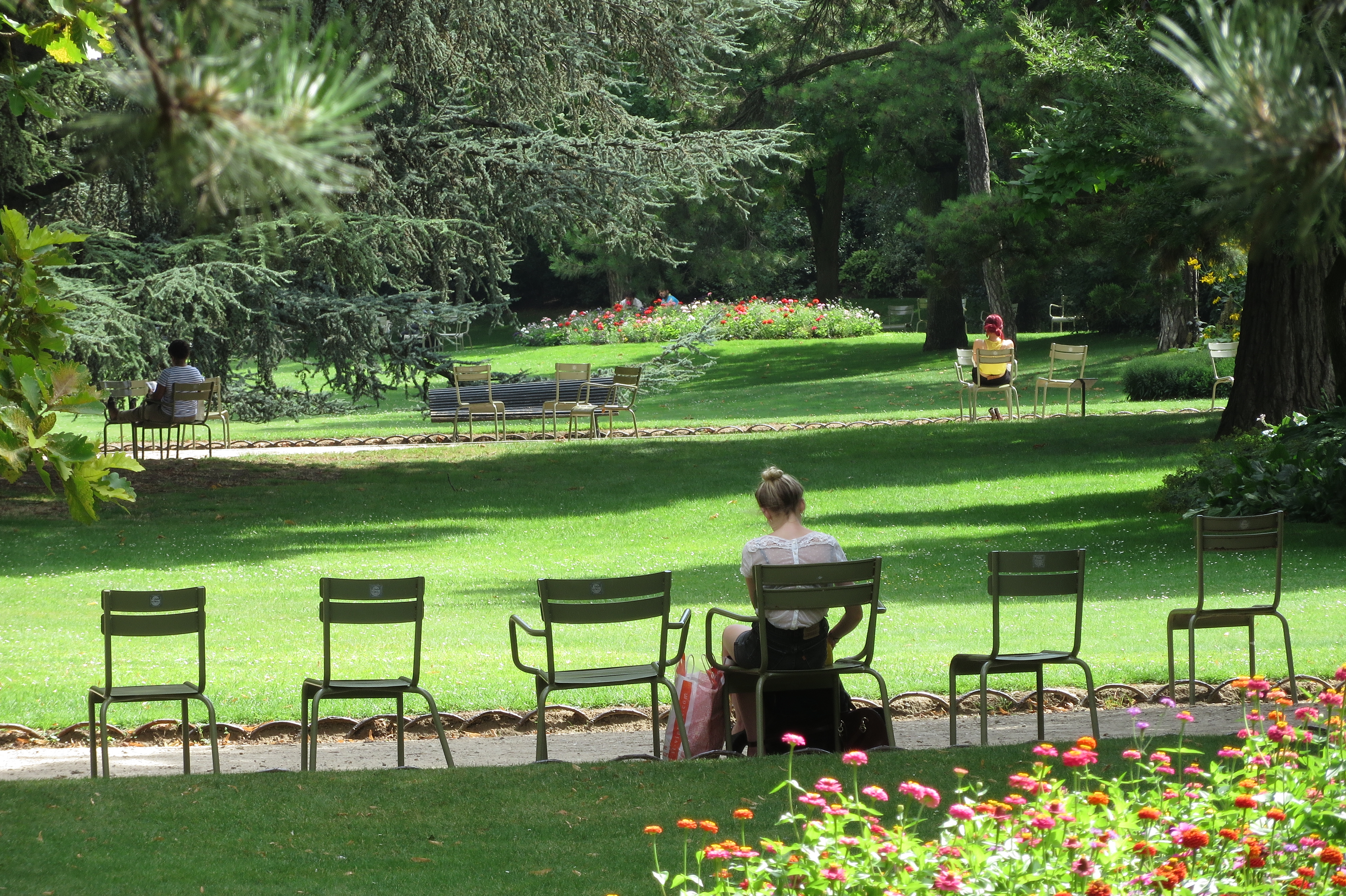
Chaises et fauteuils au jardin du Luxembourg.
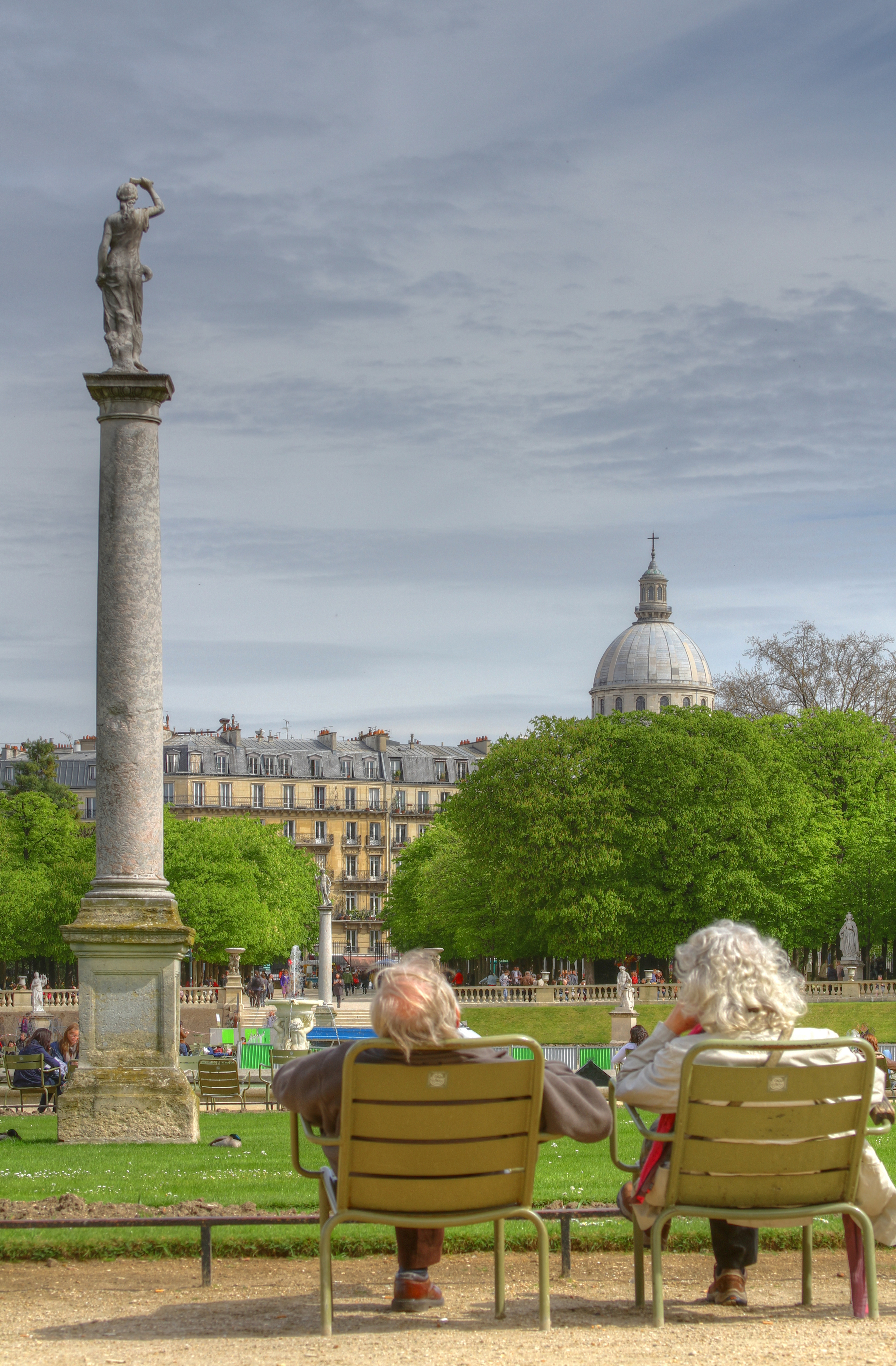
Deux personnes dans des relax au jardin du Luxembourg.
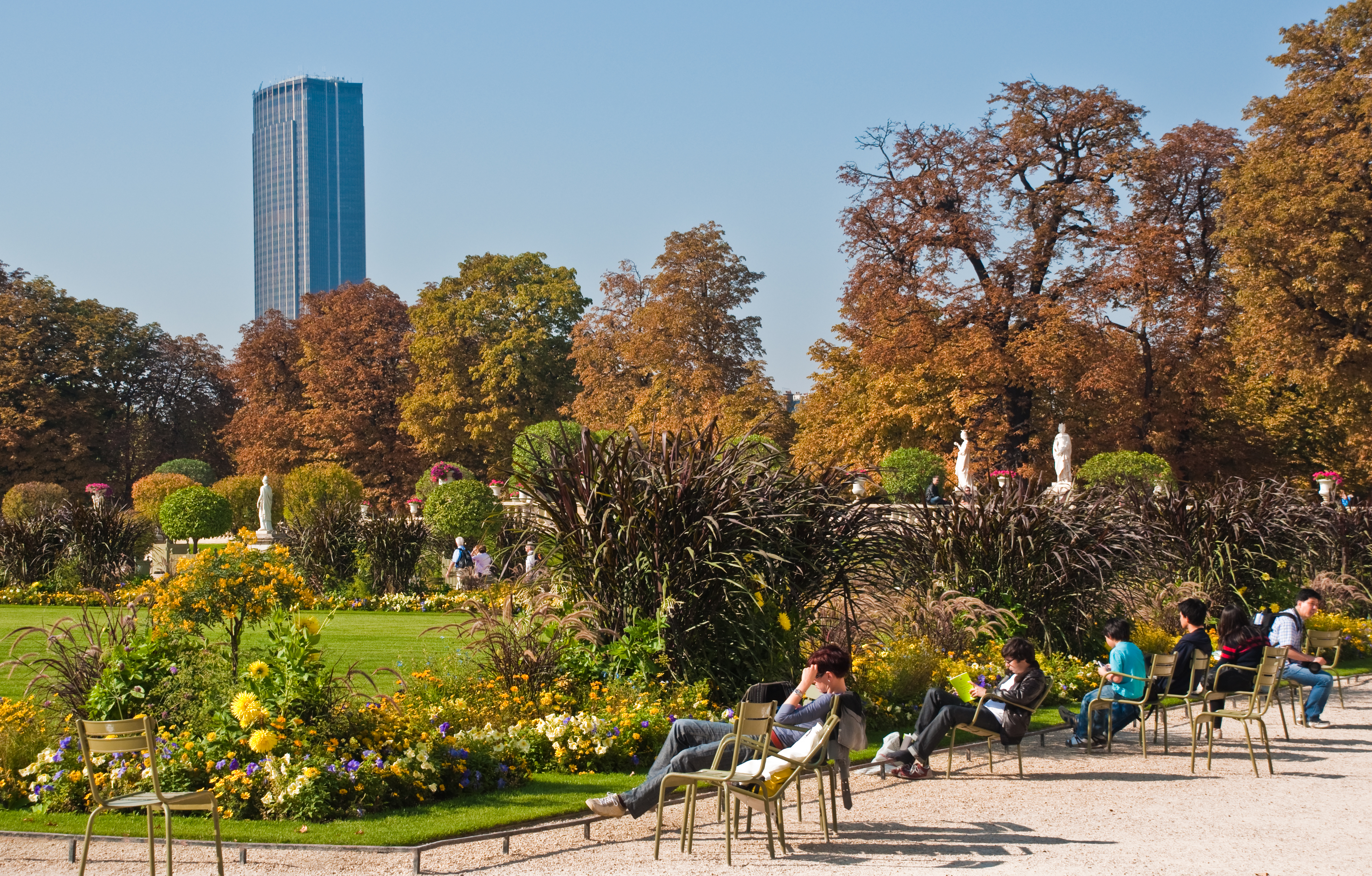
Chaises, fauteuils et relax au jardin du Luxembourg, la tour Montparnasse au dernier plan.
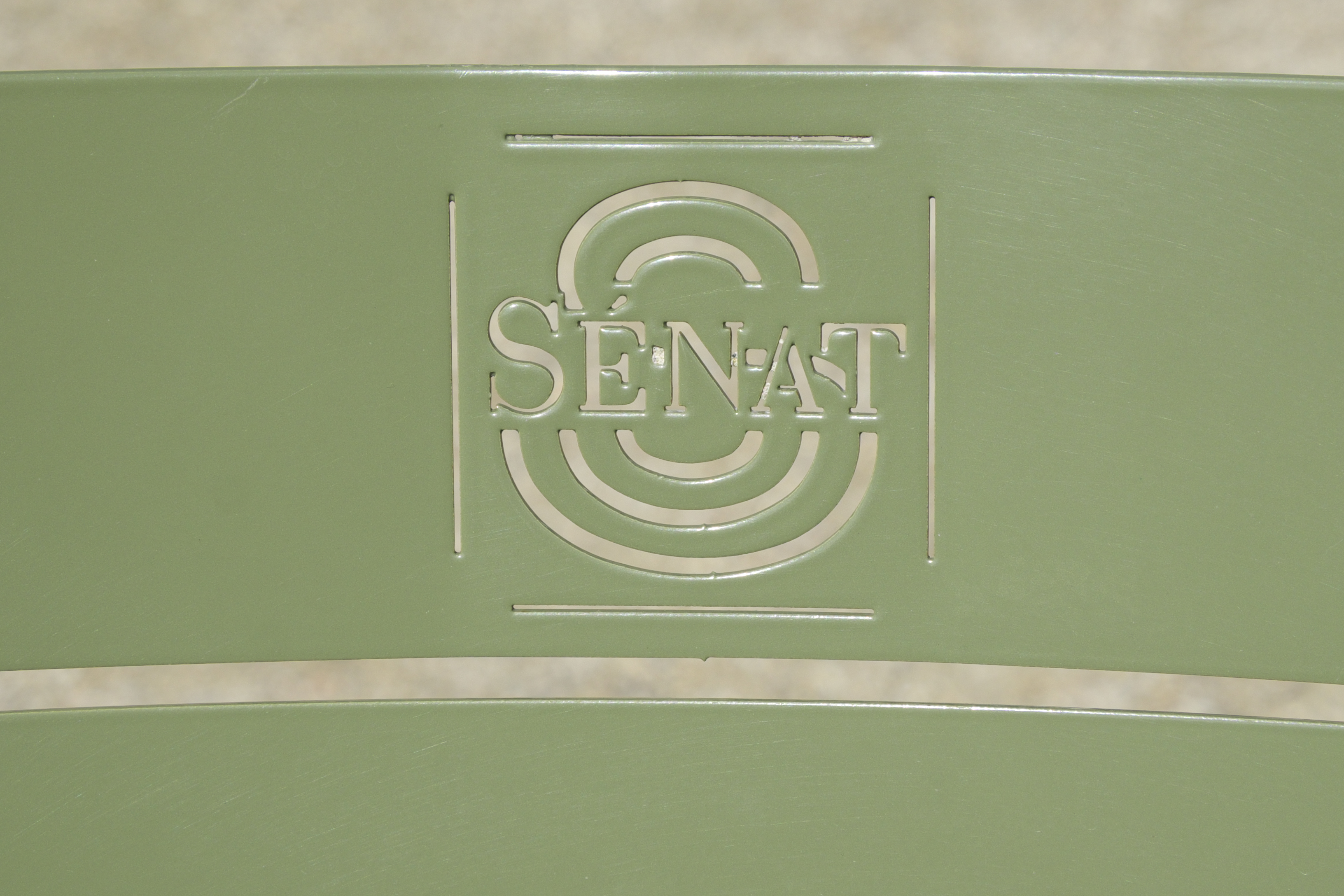
Le logo du Sénat sur le dossier des chaises.
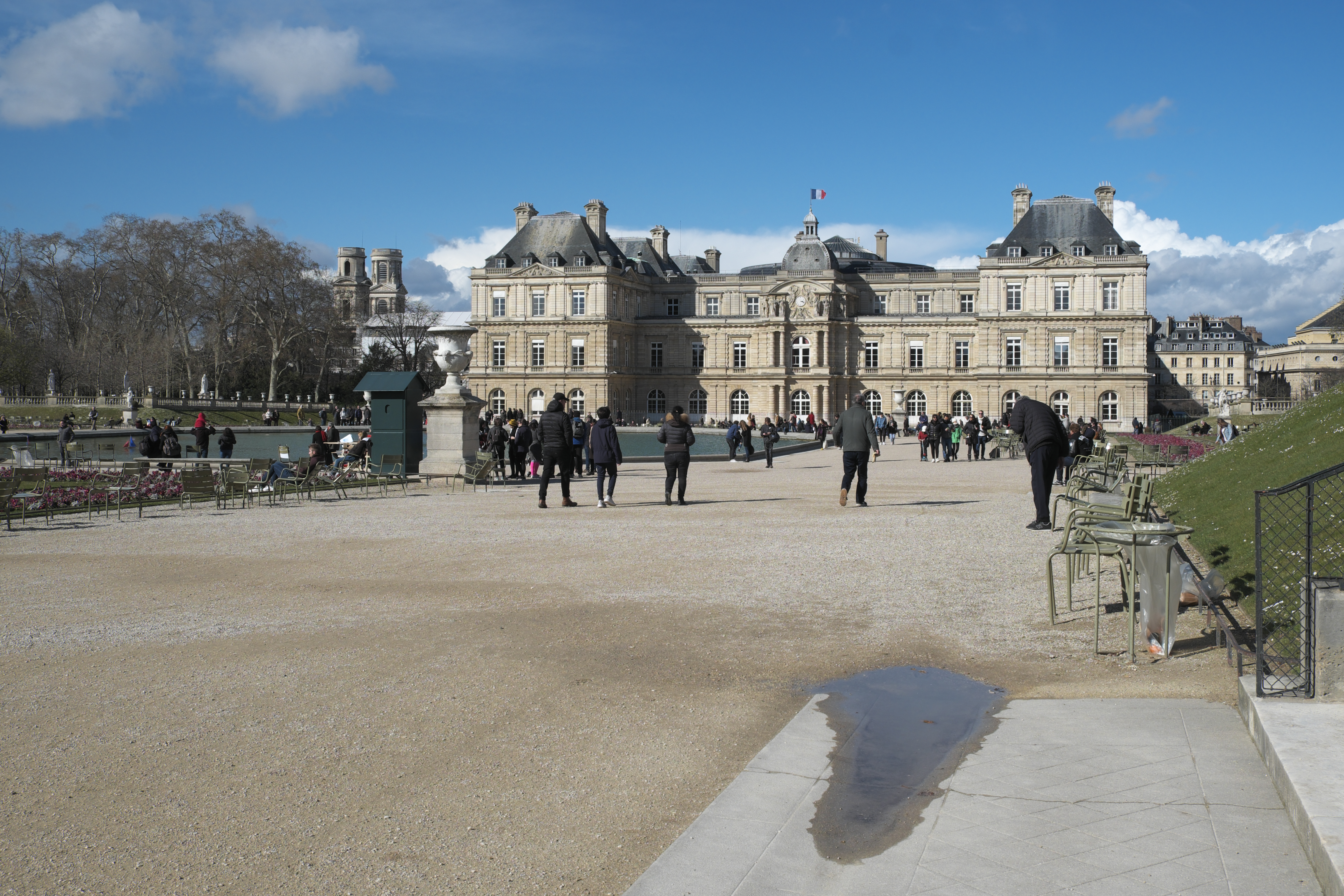
Le Sénat depuis le jardin du Luxembourg, des chaises le long des allées.
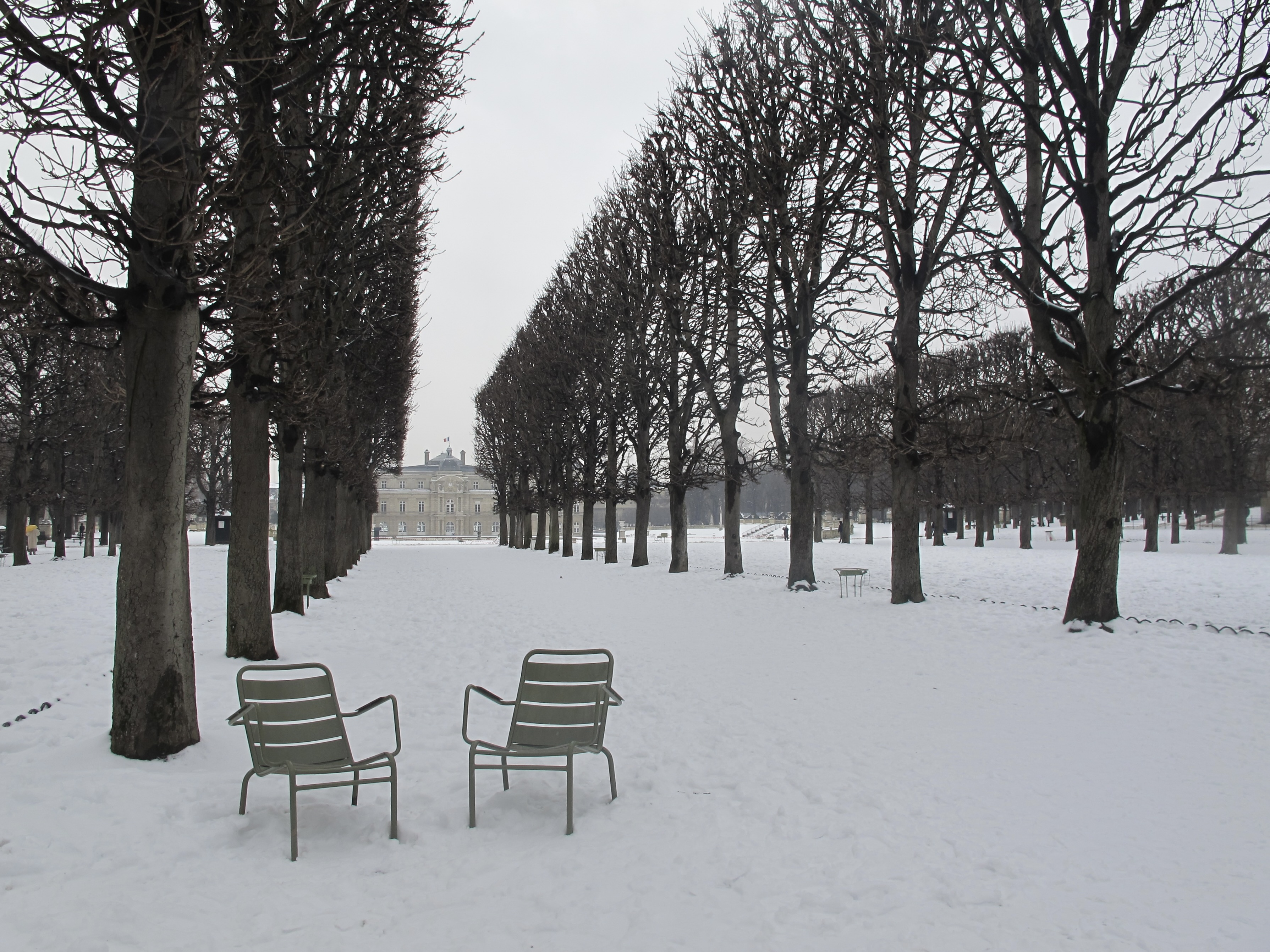
Deux fauteuils sous la neige au jardin du Luxembourg.
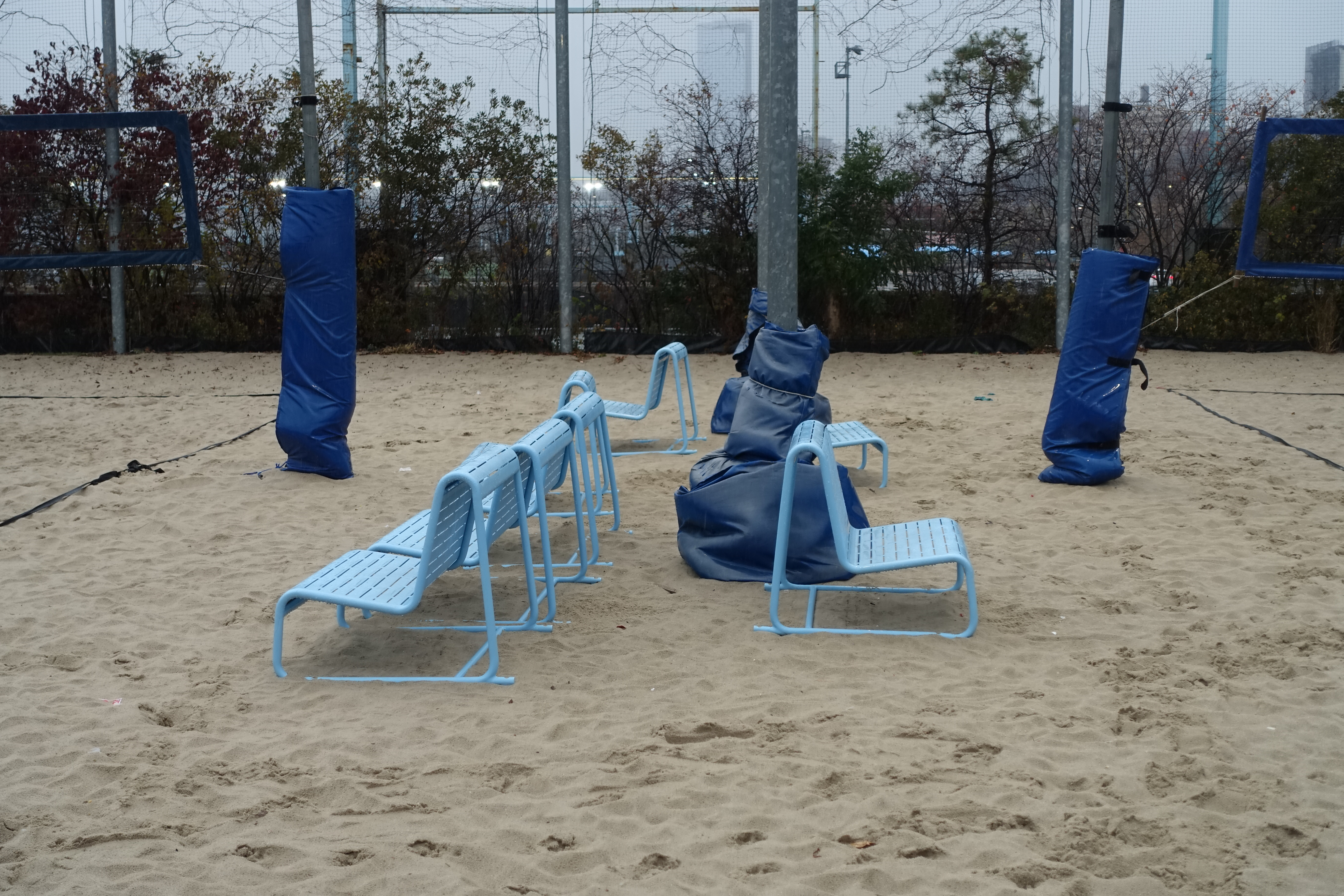
Chaises Luxembourg au Brooklyn Bridge Park de New York.

### Vidéographie
- [vidéo] « La chaise Sénat », Juliette Baily (réalisatice), Jeanette Konrad (autrice), dans Karambolage sur Arte, 2024, 4 min (consulté le 15 mai 2024).